# Huallaga
Huallaga (hiszp. Río Huallaga) – rzeka w północnym Peru. Stanowi prawy dopływ Marañón, pośrednio Amazonki. Jej długość wynosi około 1100 km, a powierzchnia dorzecza około 100 tys. km². Średni przepływ średni wynosi około 3,5 tys. m³/s. Głównymi dopływami są Huayabamba oraz Mayo. Nad Huallaga położone jest miasto Yurimaguas. 
Rzeka swoje źródła ma w Kordylierze Zachodniej, nieopodal miasta Cerro de Pasco.  Następnie tworzy przełom przez Kordylierze Środkową, aby dalej płynąć między Kordylierą Środkową i Kordylierą Wschodnią. Dalej przełamuje się przez Kordylierę Wschodnią po czym wpływa na Nizinę Amazonki, gdzie silnie meandruje i następnie uchodzi do Marañón. Rzeka jest żeglowna w dolnym biegu oraz pomiędzy przełomami. W jej dorzeczu znajdują się Park Narodowy Tingo María, Park Narodowy Cordillera Azul oraz Park Narodowy Rio Abiseo. 